# Lessy
Cet article possède un paronyme, voir Lessay.
Lessy est une commune française située dans le département de la Moselle.

## Géographie
Situé sur les coteaux de la Moselle, le village de Lessy, comme de nombreuses implantations de ces collines, est situé à la limite de couches géologiques calcaires et de couches géologiques argileuses, au point de résurgence de plusieurs sources. Village traditionnel de la région lorraine, il conjugua longtemps la culture de la vigne (produisant un vin appelé vin gris) et l'élevage. Aujourd'hui, le village est essentiellement devenu résidentiel, la plupart de ses habitants travaillant dans l'agglomération voisine de Metz.

### Communes limitrophes

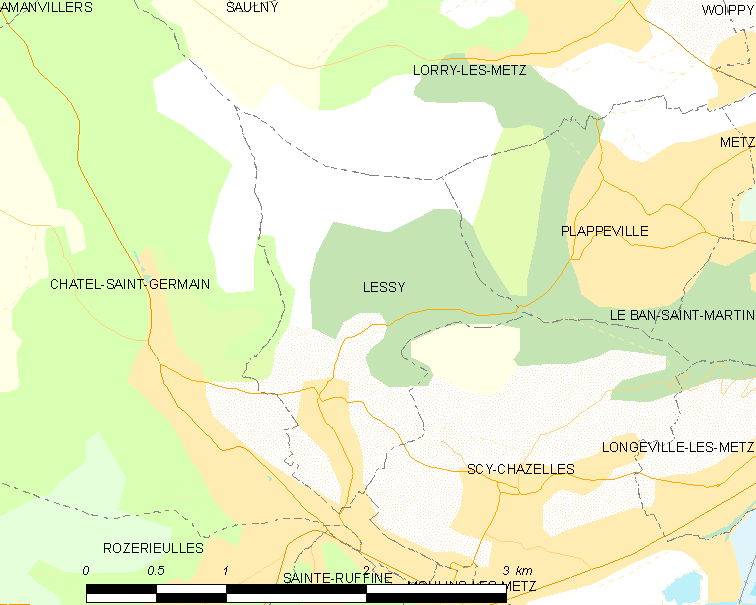
Carte de la commune.

### Hydrographie
La commune est située dans le bassin versant du Rhin au sein du bassin Rhin-Meuse. Elle est drainée par le ruisseau de Lessy.

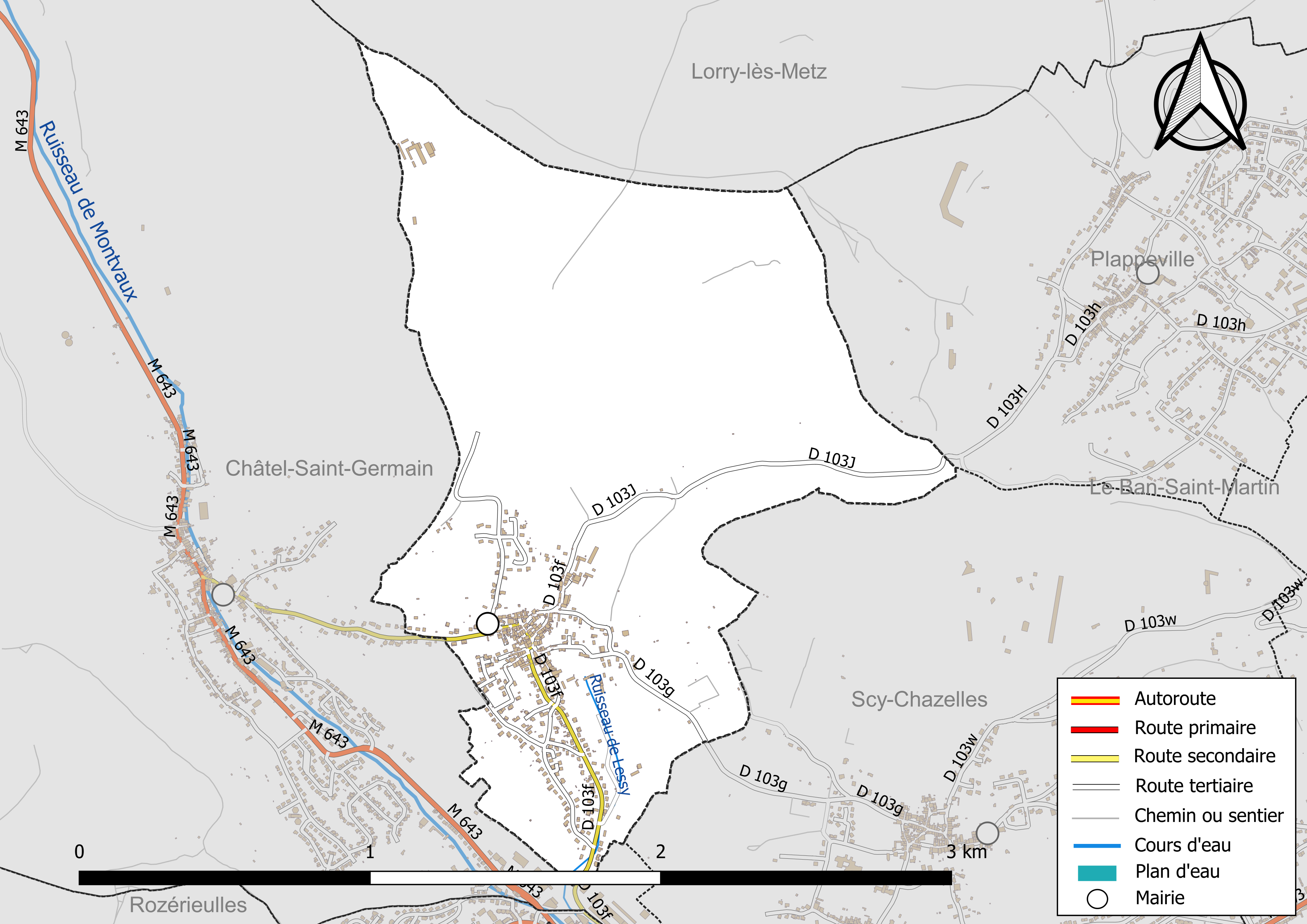
Réseaux hydrographique et routier de Lessy.

### Climat
Pour des articles plus généraux, voir Climat du Grand Est et Climat de la Moselle.
En 2010, le climat de la commune est de type climat des marges montargnardes, selon une étude du Centre national de la recherche scientifique s'appuyant sur une série de données couvrant la période 1971-2000. En 2020, Météo-France publie une typologie des climats de la France métropolitaine dans laquelle la commune est exposée à un climat semi-continental et est dans la région climatique  Lorraine, plateau de Langres, Morvan, caractérisée par un hiver rude (1,5 °C), des vents modérés et des brouillards fréquents en automne et hiver. 
Pour la période 1971-2000, la température annuelle moyenne est de 9,4 °C, avec une amplitude thermique annuelle de 16 °C. Le cumul annuel moyen de précipitations est de 773 mm, avec 12,7 jours de précipitations en janvier et 9,5 jours en juillet. Pour la période 1991-2020, la température moyenne annuelle observée sur la station météorologique de Météo-France la plus proche, « Metz-Frescaty », sur la commune d'Augny à 7 km à vol d'oiseau, est de 11,1 °C et le cumul annuel moyen de précipitations est de 713,5 mm. 
La température maximale relevée sur cette station est de 39,7 °C, atteinte le 25 juillet 2019 ; la température minimale est de −23,2 °C, atteinte le 17 février 1956,,. 
Les paramètres climatiques de la commune ont été estimés pour le milieu du siècle (2041-2070) selon différents scénarios d'émission de gaz à effet de serre à partir des nouvelles projections climatiques de référence DRIAS-2020. Ils sont consultables sur un site dédié publié par Météo-France en novembre 2022.

## Urbanisme

### Typologie
Au 1er janvier 2024, Lessy est catégorisée ceinture urbaine, selon la nouvelle grille communale de densité à sept niveaux définie par l'Insee en 2022.
Elle appartient à l'unité urbaine de Metz, une agglomération intra-départementale regroupant 42  communes, dont elle est une commune de la banlieue,,. Par ailleurs la commune fait partie de l'aire d'attraction de Metz, dont elle est une commune de la couronne,. Cette aire, qui regroupe 245 communes, est catégorisée dans les aires de 200 000 à moins de 700 000 habitants,.

### Occupation des sols
L'occupation des sols de la commune, telle qu'elle ressort de la base de données européenne d’occupation biophysique des sols Corine Land Cover (CLC), est marquée par l'importance des territoires agricoles (46,6 % en 2018), en diminution par rapport à 1990 (51,8 %). La répartition détaillée en 2018 est la suivante : 
forêts (38,2 %), prairies (27 %), cultures permanentes (18,8 %), zones urbanisées (15,2 %), terres arables (0,8 %). L'évolution de l’occupation des sols de la commune et de ses infrastructures peut être observée sur les différentes représentations cartographiques du territoire : la carte de Cassini (XVIIIe siècle), la carte d'état-major (1820-1866) et les cartes ou photos aériennes de l'IGN pour la période actuelle (1950 à aujourd'hui).

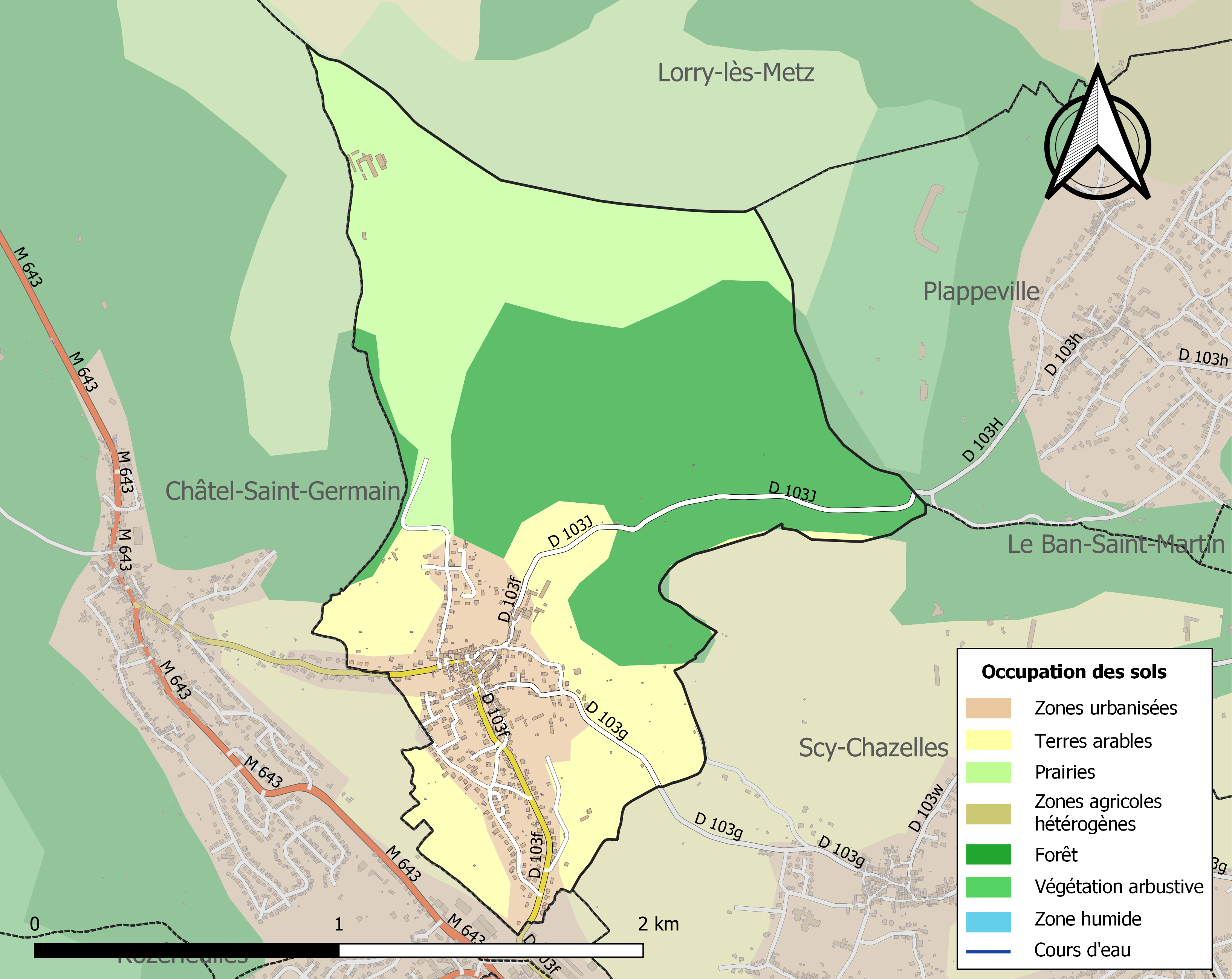
Carte des infrastructures et de l'occupation des sols de la commune en 2018 (CLC).

## Toponymie
- Lacey (1161) ; Lassey (1280) ; Laicey (1282) ; Lessey (1308) ; Laissey (1382) ; Lessei (1474) ; Lessay (XVIe siècle) ; Lessey (1640) ; Lesse (XVIIe siècle) ; Laisy (1710).
- En lorrain : Lé'hi.
- En allemand : Lessingen (1915-1918 et 1940-1944).

## Histoire
La commune dépendait de l'ancienne province des Trois-Évêchés, Pays messin, Val de Moselle. Elle est citée en 760 dans le cartulaire de Gorze.
Divisée en de nombreux bans : Saint-Clément, Saint-Sauveur, Saint-Paul, des Ménils, Grand Ban, Ban Cuny, Gervaise.  L'une des plus anciennes implantations connues prouvées à Lessy est celle des chevaliers teutoniques qui y édifièrent un château dont le donjon est aujourd'hui le clocher de l'église du village. Mais des implantations plus anciennes sont suspectées, et notamment la présence d'une fonderie romaine. Village souvent détruit par les guerres féodales : 1348, 1434, 1444, 1476, 1636. Situé à proximité de la prospère cité messine, le village de Lessy, comme la plupart de ses voisins, subit de très nombreuses dévastations liées à l'attraction de la ville : les nombreux sièges menés par les ducs de Lorraine, la guerre de Trente Ans apportèrent leurs lots de destruction à ce village d'agriculteurs.
Les habitants sont les Lessyliens et Lessyliennes.

## Politique et administration
| Période                                  | Période   | Identité            | Étiquette | Qualité |
| ---------------------------------------- | --------- | ------------------- | --------- | ------- |
| mars 1983                                | mars 2001 | Jeanine Rohr        |           |         |
| mars 2001                                | mars 2014 | Michel François     |           |         |
| mars 2014                                | En cours  | Jean-François Losch |           |         |
| Les données manquantes sont à compléter. |           |                     |           |         |

## Démographie
L'évolution du nombre d'habitants est connue à travers les recensements de la population effectués dans la commune depuis 1793. Pour les communes de moins de 10 000 habitants, une enquête de recensement portant sur toute la population est réalisée tous les cinq ans, les populations de référence des années intermédiaires étant quant à elles estimées par interpolation ou extrapolation. Pour la commune, le premier recensement exhaustif entrant dans le cadre du nouveau dispositif a été réalisé en 2004.

En 2022, la commune comptait 794 habitants, en évolution de +6,01 % par rapport à 2016 (Moselle : +0,52 %, France hors Mayotte : +2,11 %).
| 1793 | 1800 | 1806 | 1836 | 1841 | 1861 | 1866 | 1871 | 1875 |
| ---- | ---- | ---- | ---- | ---- | ---- | ---- | ---- | ---- |
| 389  | 368  | 396  | 434  | 405  | 412  | 394  | 426  | 412  |

| 1880 | 1885 | 1890 | 1895 | 1900 | 1905 | 1910 | 1921 | 1926 |
| ---- | ---- | ---- | ---- | ---- | ---- | ---- | ---- | ---- |
| 394  | 402  | 405  | 379  | 419  | 402  | 395  | 341  | 380  |

| 1931 | 1936 | 1946 | 1954 | 1962 | 1968 | 1975 | 1982 | 1990 |
| ---- | ---- | ---- | ---- | ---- | ---- | ---- | ---- | ---- |
| 346  | 434  | 350  | 426  | 506  | 585  | 709  | 728  | 763  |

| 1999 | 2004 | 2006 | 2009 | 2014 | 2019 | 2022 | - | - |
| ---- | ---- | ---- | ---- | ---- | ---- | ---- | - | - |
| 856  | 861  | 868  | 810  | 767  | 736  | 794  | - | - |

## Culture locale et patrimoine

### Lieux et monuments

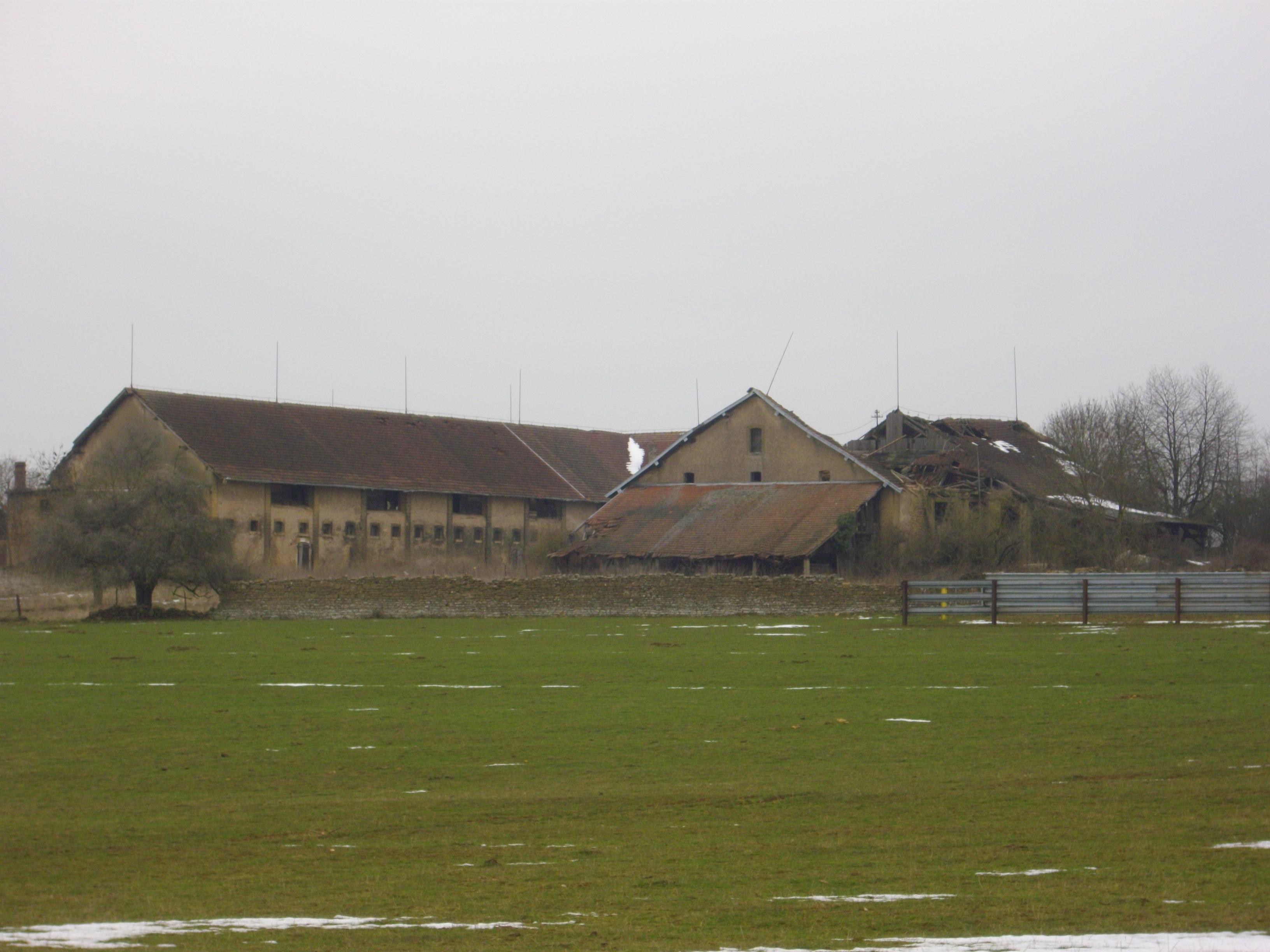
La ferme Saint-Georges.

- passage d'une voie romaine, découverte d'un aqueduc dans la vallée de Lessy ;
- ferme Saint-Georges ;
- ancien château détruit, dont le donjon carré fortifié daté du XIIIe siècle est aujourd'hui le clocher de l'église Saint-Gorgon ;
- maisons anciennes ;
- mont Saint-Quentin ;
- deux cimetières, celui de l’allée du Souvenir Français et celui de l’église ;
- crapauduc, tunnel passant sous la route pour aider les crapauds à traverser.

#### Édifices religieux

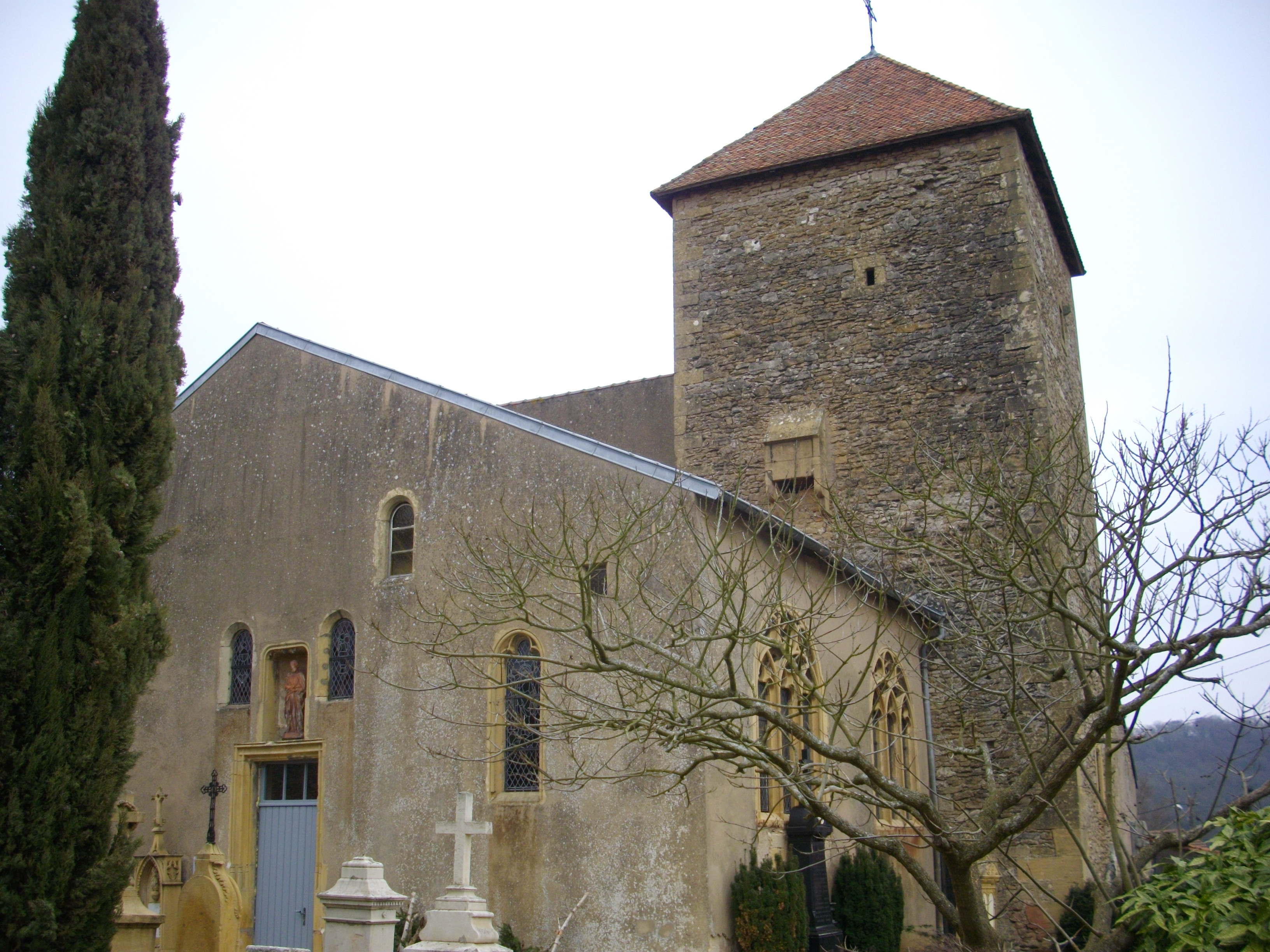
Église Saint-Gorgon (extérieur).

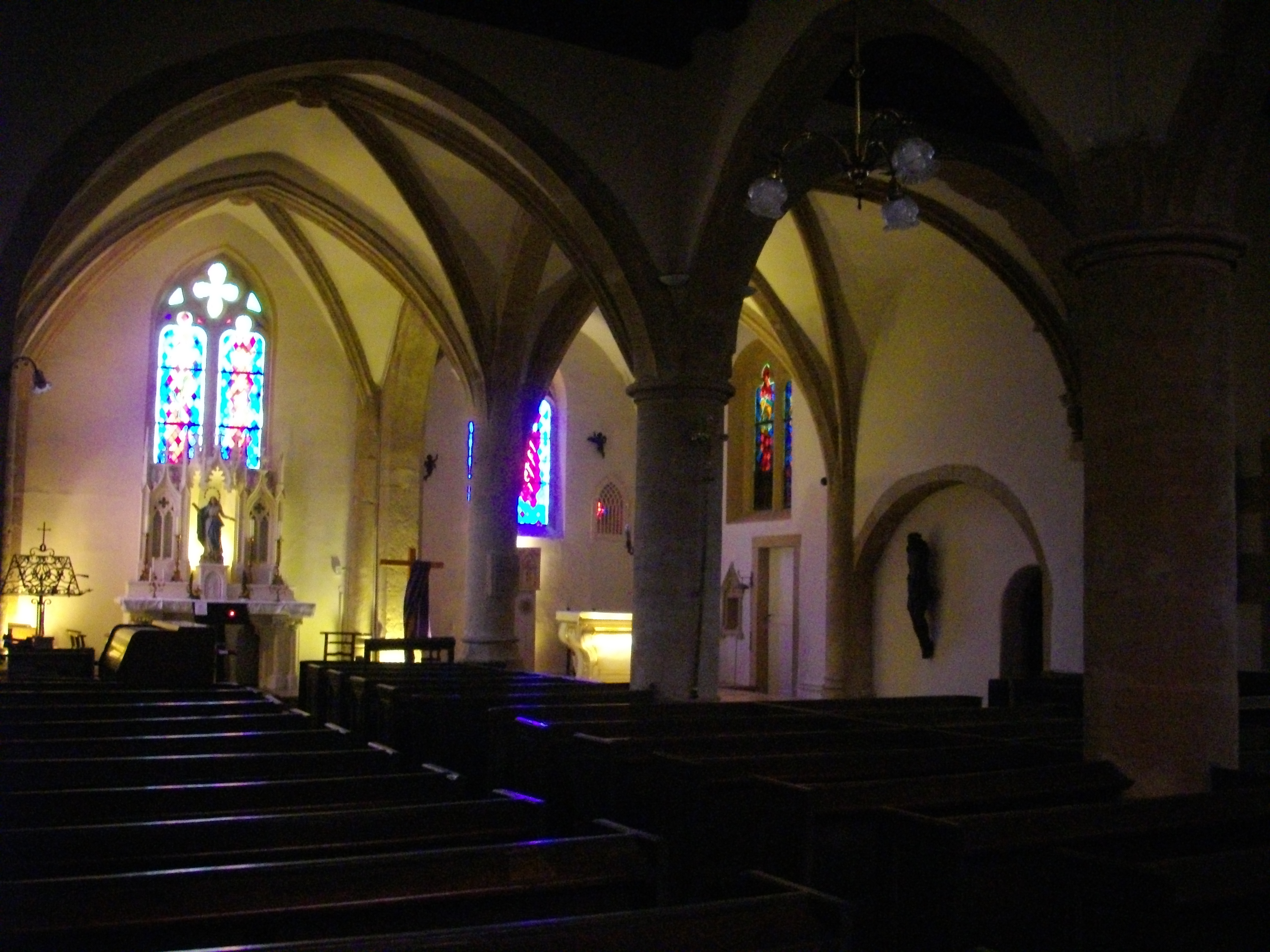
Église Saint-Gorgon (intérieur).

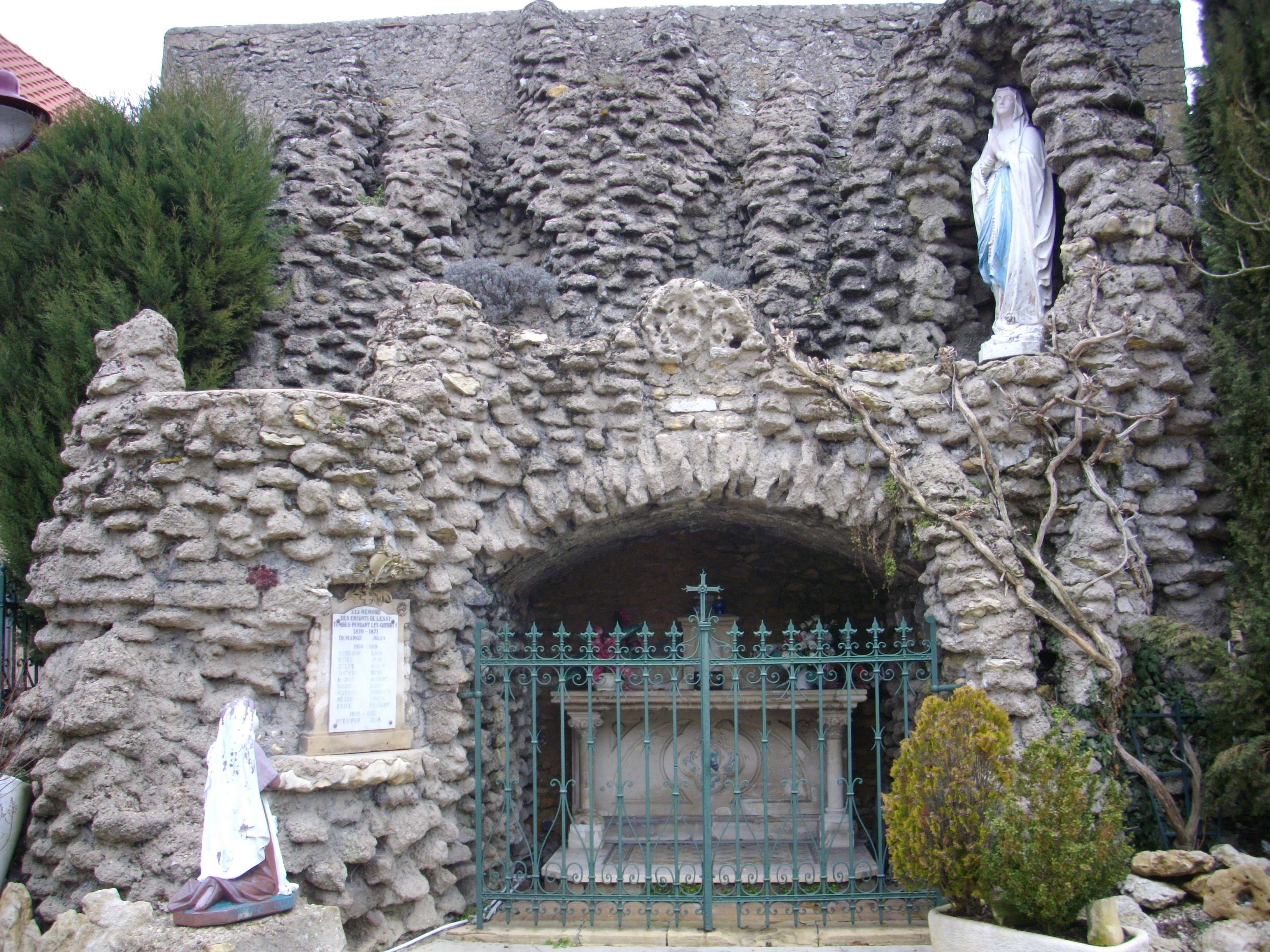
Grotte de Lourdes.

- Église Saint-Gorgon (inscrite à la liste des monuments historiques depuis 1983[19]) : clocher-donjon carré fortifié du XIIIe siècle et portail du XVe siècle ; primitivement à deux nefs XVe siècle ; oculus, inscription sur le pilier du chœur 1509.
- Grotte de Lourdes, située à proximité de l'église Saint-Gorgon.

### Personnalités liées à la commune
- Philippe de Vigneulles, chroniqueur de la guerre de Trente Ans.
- Christian Colmont (1954-2005), maître-tailleur militaire, spécialiste des uniformes napoléoniens[20], a demeuré à Lessy et y est inhumé.

### Héraldique
| Blason de Lessy | Blason  | D'azur à la fasce d'argent, accompagnée en chef de deux étoiles d'or et en pointe d'un cor de chasse du même, le pavillon à dextre, appendu à une quintefeuille d'or posée juste au-dessus de la fasce. |
| Blason de Lessy | Détails | Le statut officiel du blason reste à déterminer. |

Ces armes, visibles dans l'église de la localité, sont celles de la famille de Braconnier originaire de Metz qui possédait la seigneurie de Lessy sous l'Ancien Régime.